# 过敏性紫癜
过敏性紫癜又称過敏性紫瘢病，是儿童期或青少年常见的血管炎综合征，由于病原体感染、某些药物作用、过敏等原因，体内形成免疫复合物，沉积于真皮上层毛细血管而引起的血管炎，可累及皮肤、关节、胃肠道、肾脏等多个部位。临床表现缺乏特异性，常见临床特征为紫癜、腹痛、消化道出血、关节痛、血尿、肾病变等。
过敏性紫癜有许多异名，如：Henoch-Schönlein 紫癜（Henoch-Schönlein purpura，HSP）、IgA血管炎（IgA vasculitis，IgAV）或免疫球蛋白A血管炎；当其累及肾脏时，又称IgAV肾炎（IgA vasculitis with nephritis，IgAVN）、IgA血管炎肾炎或紫癜性肾炎（Henoch-Schönlein purpura nephritis，HSPN）。

## 病理機轉
过敏原刺激机体产生抗体；过敏原再次进入体内时与IgA等抗体结合形成免疫复合物沉积于皮肤、消化道、关节腔、肾脏等全身多部位的小血管处，继而激活补体，引起血管炎症反应，导致血管脆性和通透性增加。
紫癜处皮肤活检可见IgA沉积于血管壁，并见白细胞破裂性血管炎。

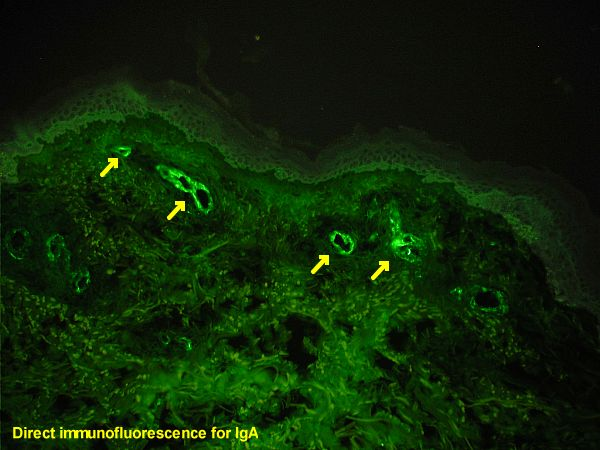
免疫荧光显示IgA沉积于过敏性紫癜患者的皮肤血管壁（黄箭头）。

累及消化道粘膜、腹膜臟层的毛细血管炎可以引发腹痛、腹肌紧张、消化道出血等。肠壁水肿、蠕动增强，可有腹泻、肠鸣音亢进，严重者还可诱发肠套叠。
肾小球的毛细血管炎可引起急性肾炎综合征，严重者可出现新月体形成；还有少数病例反复发作，迁延为慢性肾炎综合征或肾病综合征。
常见的过敏原有：
- 病原体
  - 细菌：主要为β溶血性链球菌。

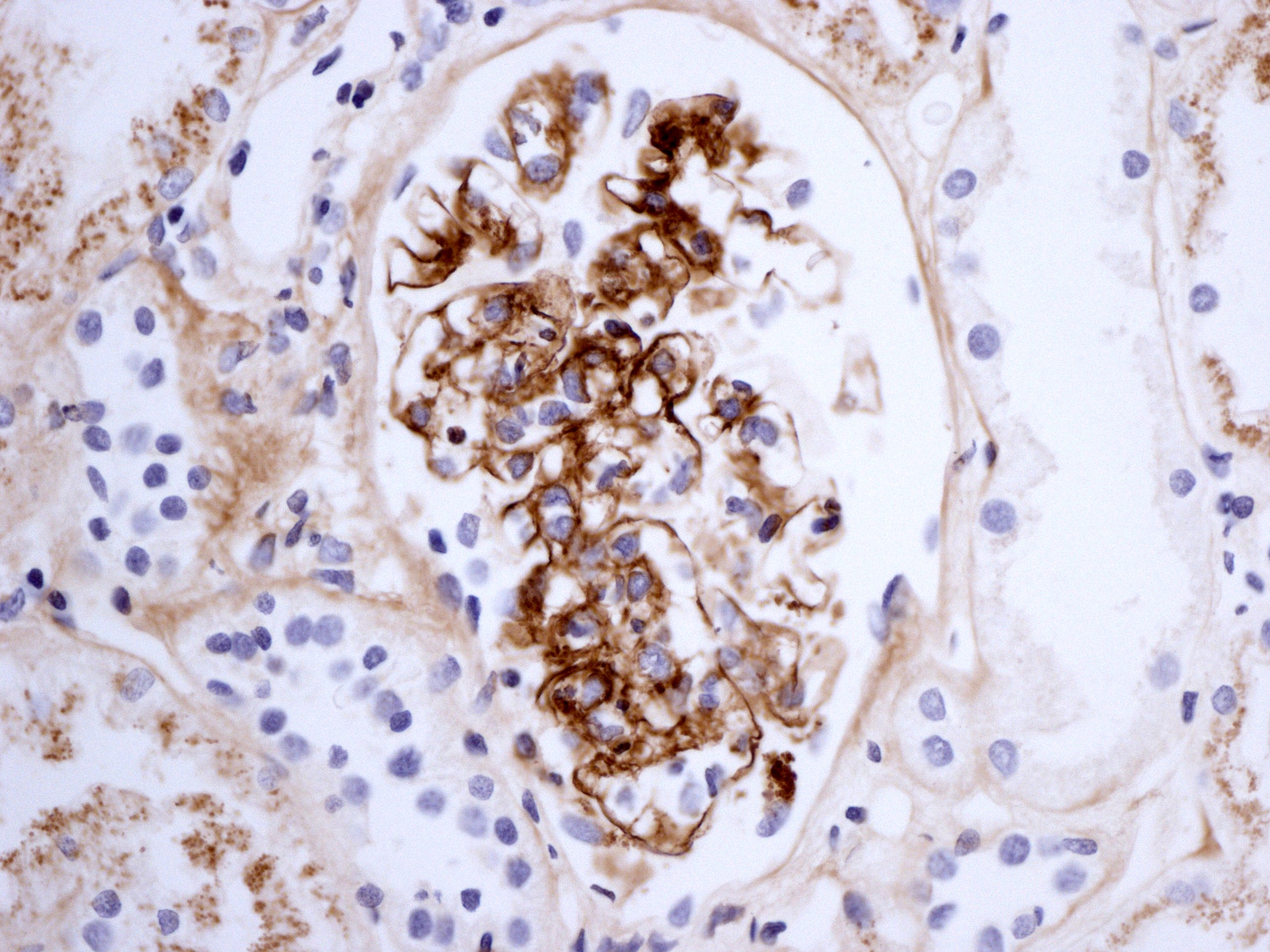
免疫组化染色显示IgA沉积于过敏性紫癜患者的肾小球。

  - 病毒：如麻疹、水痘、风疹等呼吸道传播的发疹性病毒。
  - 寄生虫：以蛔虫最多见。
- 食物
- 药物
- 疫苗
- 其它：如花粉、尘埃、虫咬等。

## 临床表现
多数患者先有全身不适、乏力、低热等前驱症状，1～3周后出现典型临床表现。依主要累及部位，可分为若干型。

### 单纯型
单纯型过敏性紫癜，简称“单纯型紫癜”。仅有紫瘢。特点是：
- 躯干极少，主要局限于四肢，尤其是下肢伸侧及臀部。
- 对称分布，分批出现。
- 大小不等，略高出皮面，可以融合，经1～2周后逐渐消退。
- 可伴发皮肤水肿、荨麻疹、皮肤坏死。

### 腹型
腹型过敏性紫癜，简称“腹型紫癜”，又称Henoch型紫癜。以腹痛为首发或主要症状者，可与紫癜同时，或紫癜后1～7天出现腹部表现，易被误诊为外科急腹症。包括：
- 恶心、呕吐、腹泻、粘液便、肠鸣音亢进。
- 消化道出血：呕血、黑便、便血。
- 腹痛：最常见，多为脐周、下腹部或全腹部的阵发性绞痛，可有压痛，但多无腹肌紧张。有腹肌紧张者容易误诊为外科急腹症。
- 儿童常见肠套叠。偶见肠穿孔、肠坏死。
- 偶有腹部表现早于紫瘢。

### 关节型
关节型过敏性紫癜，简称“关节型紫癜”，又称Schönlein型紫癜。在紫瘢的基础上出现游走性、反复性发作的关节肿痛、压痛及活动障碍。多累及踝、膝、肘、腕等大关节。数日后自愈，不遗留关节畸形。

### 肾型
肾型过敏性紫癜，简称“肾型紫癜”，本病最严重的表现。在紫瘢出现后的1～8周出现。可呈急性肾炎综合征、急进性肾炎综合征、肾病综合征表现，亦可演变为慢性过程，部分病例可出现肾衰竭或终末期肾病。

### 混合型
混合型过敏性紫癜，简称“混合型紫癜”，在紫瘢的基础上合并上述两种以上临床表现。

## 实验室检查
血小板计数、凝血功能均无明显异常。如有肾脏受累，可见尿常规、肾功能异常。

## 诊断
本病临床经过具有特征性，多数儿科病例可凭典型临床表现获得临床诊断。对成人病例，如能完成皮肤活检则更能确定诊断。所有肾功能持续恶化的患者，尽量完成肾活检，以便评估预后。

## 治疗
基本上是对症治疗，除去除诱因外。主要对症药物为皮质激素，抗组织胺药、钙剂、大剂量维生素C、止血药等可作为辅助治疗手段。
1. 去除诱因：停用可疑药物；避免接触致敏食物；抗细菌感染、抗寄生虫感染等。
2. 皮质激素：强的松30mg Qd起，如1周内皮疹无好转，可以加量至40～60mg Qd。病情严重者可静脉应用。一般认为，皮质激素只能改善症状，无法改变疾病病程。
3. 抗组织胺药
4. 维生素C：5～10g/d，静脉滴注，持续1周。
5. 止血药：安络血、酚磺乙胺等。如有肾脏病变，抗纤溶药应慎用。
6. 肾脏病变严重者，按急性肾炎综合征、急进性肾炎综合征、肾病综合征等相应类型加用免疫抑制剂、抗凝药等。

## 预后
多为自限性，一般6周内自愈；单纯型及关节型恢复较快；多数预后，少数迁延数年。部分肾型患者有可能发展为慢性，甚至进展到终末期肾病。

## 歷史
Eduard Heinrich Henoch和约翰·卢卡斯·舍恩来因